# Parafia św. Jana Pawła II w Warszawie
Parafia św. Jana Pawła II w Warszawie – parafia rzymskokatolicka należąca do dekanatu jelonkowskiego, archidiecezji warszawskiej, metropolii warszawskiej Kościoła katolickiego, z siedzibą parafii przy ulicy Obrońców Tobruku w Warszawie-Bemowo.

## Historia parafii
10 stycznia 2014 władze Warszawy przekazały archidiecezji warszawskiej działkę w rejonie ulicy Księcia Bolesława, róg Obrońców Tobruku, dla utworzenia nowej parafii. 24 maja 2014 kardynał Kazimierz Nycz powołał rektorat św. Jana Pawła II w Warszawie który w miał objąć część obszaru parafii Matki Bożej Królowej Aniołów na Bemowie, oraz parafii św. Jozafata. 16 czerwca 2014 rektorem jednostki został ustanowiony ksiądz dr Sławomir Abramowski. Ośrodek duszpasterski nie miał jeszcze wyznaczonych dokładnych granic. 
Poświęcenie terenu miało miejsce 21 września 2014 r., zaś pierwsza msza św rozpoczynająca stałe duszpasterstwo była odprawiona w nowej kaplicy w Wielki Czwartek, 2 kwietnia 2015. W czasie diecezjalnych obchodów pierwszej rocznicy kanonizacji św. Jana Pawła II, 24 kwietnia 2015 w czasie Mszy dziękczynnej zostały uroczyście wprowadzone relikwie Świętego, a kard. Nycz poświęcił tę nowo wybudowaną parafialną  kaplicę pod jego wezwaniem. 1 września 2015 dekretem metropolity warszawskiego w miejsce rektoratu Świętego Jana Pawła II ustanowiona została parafia pod tym samym wezwaniem, z siedzibą w Warszawie przy ul. Obrońców Tobruku 48. Parafia została włączona do dekanatu jelonkowskiego. Proboszczem został dotychczasowy rektor – ks. dr Sławomir Abramowski.

## Zasięg parafii
Parafia leży na granicy dzielnic Bemowo i Bielany i swoim zasięgiem obejmuje ulice:

- ul. Michała Elwira Andriollego
- ul. Rosy Bailly
- ul. Księcia Bolesława
- ul. Obrońców Tobruku
- ul. Oławska
- ul. Edmunda Jana Osmańczyka
- ul. Zbigniewa Pieniążka
- ul. Powązkowska (niep. 97-dk)
- ul. Powstańców Śląskich (parz. 120-dk)
- ul. Widawska (1-11,17-dk;2-dk)
- ul. Mieczysława Wolfkego (parz. 2-dk)
- ul. gen. Stanisława Maczka (niep. 1-dk)

## Plany budowy
Całość inwestycji ma obejmować kościół, „Centrum Rodziny im. św. Jana Pawła II” oraz dom parafialny.

### Projekt kościoła
Kościół zostanie wybudowany na planie ośmiokąta, co ma stanowić nawiązanie do starożytnej architektury chrześcijańskiej. Budowla ma zostać wzniesiona w „nowej estetyce” włoskiego architekta Mattia del Prete. Przestrzeń kościoła i prezbiterium ma zostać wydzielona poprzez koncentrycznie ulokowane obrazy (o powierzchni ok. 9 m² każdy) o formie nawiązującej bezpośrednio do kanonicznych form malarstwa ikonowego. Owa Korona Misteryjna ma mieć odniesienie do norm kanonu ikonograficznego Kościoła wschodniego i stanowić most łączący sztukę Wschodu i Zachodu.

### Centrum Rodziny im. św. Jana Pawła II
W związku z tym, że św. Jan Paweł II jest w Kościele Katolickim patronem rodzin, w ramach parafii ma powstać Centrum Rodziny im. św. Jana Pawła II, którego zadaniem ma być „wspieranie wartości rodziny i kształtowanie kultury i cywilizacji, opartej na szacunku dla godności człowieka, wspartej cnotami i zasadami wypływającymi z chrześcijaństwa”. Planowane są także wolontariat, warsztaty dla małżeństw, kursy dla matek, kursy kulinarne, prowadzenie świetlicy pozaszkolnej, poradni psychologicznej i konsultacji z zakresu profilaktyki i leczenia uzależnień.

## Proboszczowie
- ks. Sławomir Abramowski